# Cari Roccaro
Cari Elizabeth Roccaro (East Islip, Nueva York (estado), Estados Unidos; 18 de julio de 1994) es una futbolista estadounidense que juega como defensora para el Chicago Red Stars de la National Women's Soccer League (NWSL) de Estados Unidos.

## Trayectoria
Roccaro firmó con el North Carolina Courage el 12 de abril de 2018.

## Estadísticas

### Clubes
| Club                   | País           | Año             |
| ---------------------- | -------------- | --------------- |
| New York Fury          | Estados Unidos | 2012            |
| Houston Dash           | Estados Unidos | 2016 - 2017     |
| North Carolina Courage | Estados Unidos | 2018 - 2021     |
| Angel City FC          | Estados Unidos | 2022            |
| Chicago Red Stars      | Estados Unidos | 2023 - presente |

## Palmarés

### Títulos nacionales
| Título                         | Club                   | País           | Año  |
| ------------------------------ | ---------------------- | -------------- | ---- |
| National Women's Soccer League | North Carolina Courage | Estados Unidos | 2018 |
| National Women's Soccer League | North Carolina Courage | Estados Unidos | 2019 |

### Títulos internacionales
| Título                                    | Club           | País         | Año  |
| ----------------------------------------- | -------------- | ------------ | ---- |
| Copa Mundial Femenina Sub-20              | Estados Unidos | Japón        | 2012 |
| Campeonato Femenino Sub-20 de la Concacaf | Estados Unidos | Panamá       | 2012 |
| Campeonato Femenino Sub-20 de la Concacaf | Estados Unidos | Islas Caimán | 2014 |